# Adrien Nocent
Adrien Nocent, né en 1913 et décédé en 1996, est un moine bénédictin belge de l'abbaye de Maredsous. Il était professeur à l'Athénée pontifical Saint-Anselme à Rome.

## Éléments biographiques
Dom Nocent est un grand artisan de la réforme liturgique du Concile Vatican II. Il est membre de la commission chargée d'établir un nouveau choix de lectures bibliques (lectionnaire) pour les célébrations liturgiques catholiques. Il publie de nombreux ouvrages et articles scientifiques, ainsi que des livres de vulgarisation.

### Publications
- Le renouveau liturgique. Une relecture, Paris, 1993 (collection Point Théologique 58).
- Contempler sa gloire ; Avent, Noël, Epiphanie, Paris, Ed. Universitaires, 1960, 220 p.

## Sources
- Ildebrando Scicolone, La liturgia è vita: Adrien Maurice Nocent, in: G. Farnedi (ed.), Traditio et progressio. Studi liturgici in onore del prof. Adrien Nocent, OSB, Roma 1988.
- Basilio Rizzi, Bibliografia di Adrien Maurice Nocent OSB (2.2.1913 -9.12.1996), in: Ecclesia orans 14, 1997, p. 439-449.